# República Centroafricana en los Juegos Paralímpicos de Atenas 2004
La República Centroafricana estuvo representada en los Juegos Paralímpicos de Atenas 2004 por un deportista masculino. El equipo paralímpico centroafricano no obtuvo ninguna medalla en estos Juegos.